# Plesiopelma myodes
Espèce
Plesiopelma myodes est une espèce d'araignées mygalomorphes de la famille des Theraphosidae.

## Distribution
Cette espèce est endémique d'Uruguay.

## Publication originale
- Pocock, 1901 : Some new and old genera of South American Avicularidae. Annals and Magazine of Natural History, sér. 7, vol. 8, p. 540-555 (texte intégral).